# The Devil Makes Three
The Devil Makes Three is een americana-countrypunkband uit Santa Cruz, Californië in de Verenigde Staten. De groep combineert bluegrass, old-time, country, folk, blues, punk en ragtimemuziek. De huidige leden van de groep zijn gitarist Pete Bernhard, contrabassiste MorganEve Swain en gitarist en tenorbanjospeler Cooper McBean. Drank is een veel voorkomend thema in de muziek van de band.

## Geschiedenis
De leden van de band zijn afkomstig uit New England, McBean en Bernhard komen oorspronkelijk uit de buurt van Brattleboro in Vermont, waar ze in hun middelbareschooltijd samen muziek maakten. Ze werden vergezeld door Lucia Turino (de originele eerste bassiste en vocaliste van de band) Turino kwam uit New Hampshire maar groeide op in Vermont. Na de middelbareschooltijd tourden Bernhard en McBean door het land en kwamen uiteindelijk terecht in Californië. Turino studeerde inmiddels in Santa Cruz, waar de drie in 2001 hun band vormden.
Ze brachten in 2002 in eigen beheer een titelloos album uit. In 2004 volgde een tweede release in eigen beheer  Longjohns, Boots, And A Belt. De band nam in april 2006 twee shows op in Felton, Californië met gastviolist Chojo Jacques. De opnames werden later uitgebracht als live-album, A Little Bit Faster And A Little Bit Worse.
Na de release van hun live-album tekende de band bij het indielabel Milan Records, gespecialiseerd in filmscores en soundtracks. Hun eerste album bij Milan was een heruitgave van hun debuutalbum The Devil Makes Three. In 2009 volgde  een geheel nieuw album Do Wrong Right, dat nummer één bereikte in de Billboard Bluegrass Albums-hitlijst.
Rond 2010 verhuisden Bernhard en Turino terug naar Brattleboro. McBean bleef in Californië en verhuisde later naar Austin. Ondanks dat ze niet meer in dezelfde stad woonden, bleef de band bijeen. Op New West Records brachten ze in de herfst van 2013 het door Buddy Miller geproduceerde album I'm a Stranger Here uit, met een 10-tal composities van frontman Bernhard. Het was hun eerste album dat de Billboard 200 bereikte. 
In 2016 verscheen een album met covers Redemption & Ruin, waaronder Robert Johnsons "Drunken Hearted Man" (met Jerry Douglas op steelgitaar), Muddy Waters' "Champagne and Reefer" en Willie Nelsons "I Gotta Get Drunk".
Op 4 juni 2018 kondigde de band hun nieuwe studioalbum aan, Chains Are Broken, geproduceerd door Ted Hutt en uitgebracht op 24 augustus 2018 via New West Records.
In 2019 maakte Lucia Turino de beslissing om niet meer live op te treden met The Devil Makes Three en werd ze op tournee vervangen door hun vaste samenwerkingspartner MorganEve Swain (Brown Bird / The Huntress and Holder of Hands). Op 31 oktober 2024 kondigde de band hun eerste album in zeven jaar aan, Spirits, dat op 28 februari 2025 zou verschijnen bij New West Records. Tegelijkertijd met de aankondiging introduceerde de band het titelnummer "Spirits" en onthulde de tracklist van het album, bestaande uit dertien nummers. Op 3 december 2024 verscheen de tweede single van het album, "I Love Doing Drugs". Het album werd opgenomen door het nieuwe trio, bestaande uit Pete Bernhard, Cooper Mc Bean en MorganEve Swain (die Lucia Turino op contrabas en zang overnam).